# Casa di Riposo per Musicisti

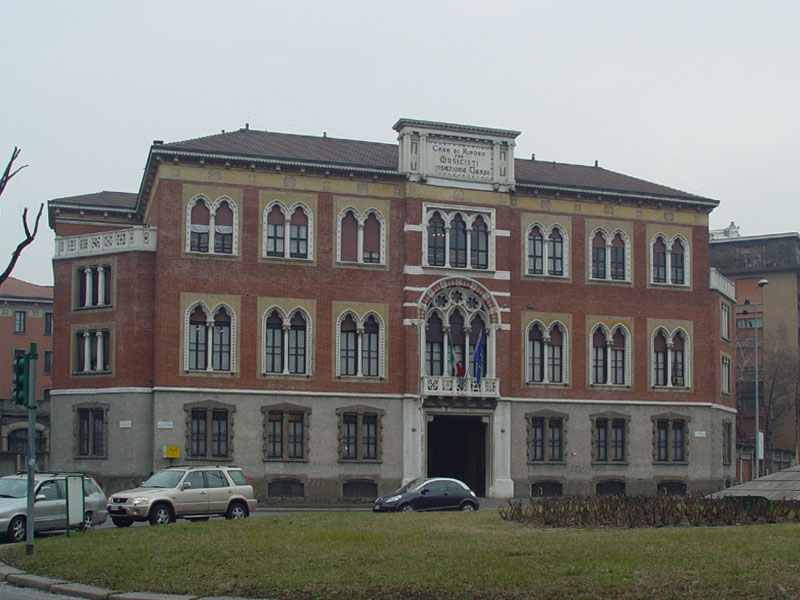
Budova

Casa di Riposo per Musicisti (Dům odpočinku hudebníků) je domov pro zestárlé operní pěvce a hudebníky, který založil skladatel Giuseppe Verdi v Miláně v roce 1896, stavba byla dokončena v roce 1899, fungovat ale začal v den prvního výročí skladatelovy smrti, 10. října 1902. Celkem v něm za dobu jeho existence prožilo svá poslední léta asi tisíc hudebníků. Budovu postavil v neogotickém stylu Verdiho přítel a architekt Camillo Boito. Jde o jeden z Verdiho filantropických projektů, na financování domu po své smrti odkázal Verdi tantiémy ze svých oper. Verdi sám je v domě pohřben. V roce 1984 natočil s tehdejšími obyvateli švýcarský režisér Daniel Schmid dokumentární film Il Bacio di Tosca.